# KDSR
KDSR (англ. 3-ketodihydrosphingosine reductase) – білок, який кодується однойменним геном, розташованим у людей на короткому плечі 18-ї хромосоми. Довжина поліпептидного ланцюга білка становить 332 амінокислот, а молекулярна маса — 36 187.
| 10         |  | 20         |  | 30         |  | 40         |  | 50         |
| ---------- |  | ---------- |  | ---------- |  | ---------- |  | ---------- |
| MLLLAAAFLV |  | AFVLLLYMVS |  | PLISPKPLAL |  | PGAHVVVTGG |  | SSGIGKCIAI |
| ECYKQGAFIT |  | LVARNEDKLL |  | QAKKEIEMHS |  | INDKQVVLCI |  | SVDVSQDYNQ |
| VENVIKQAQE |  | KLGPVDMLVN |  | CAGMAVSGKF |  | EDLEVSTFER |  | LMSINYLGSV |
| YPSRAVITTM |  | KERRVGRIVF |  | VSSQAGQLGL |  | FGFTAYSASK |  | FAIRGLAEAL |
| QMEVKPYNVY |  | ITVAYPPDTD |  | TPGFAEENRT |  | KPLETRLISE |  | TTSVCKPEQV |
| AKQIVKDAIQ |  | GNFNSSLGSD |  | GYMLSALTCG |  | MAPVTSITEG |  | LQQVVTMGLF |
| RTIALFYLGS |  | FDSIVRRCMM |  | QREKSENADK |  | TA         |  |            |

A: Аланін

C: Цистеїн

D: Аспарагінова кислота

E: Глутамінова кислота

F: Фенілаланін

G: Гліцин

H: Гістидин

I: Ізолейцин

K: Лізин

L: Лейцин

M: Метіонін

N: Аспарагін

P: Пролін

Q: Глутамін

R: Аргінін

S: Серин

T: Треонін

V: Валін

Кодований геном білок за функцією належить до оксидоредуктаз. 
Задіяний у таких біологічних процесах, як метаболізм ліпідів, альтернативний сплайсинг. 
Білок має сайт для зв'язування з НАДФ. 
Локалізований у мембрані, ендоплазматичному ретикулумі.